# Monaster Kazańskiej Ikony Matki Bożej w Wysznim Wołoczoku
Monaster Kazańskiej Ikony Matki Bożej – żeński klasztor prawosławny w Wysznim Wołoczoku, w eparchii twerskiej.
Klasztor założyła w 1881 mniszka Dosytea (Sałtykowa), która w momencie jego powstania stała na czele wspólnoty liczącej 24 siostry. Zabudowania klasztorne wzniesiono w stylu rosyjsko-bizantyjskim; inwestycję tę sfinansowali prywatni ofiarodawcy. W 1882 ukończone zostały prace nad głównym soborem, poświęconym Kazańskiej Ikonie Matki Bożej, zaprojektowanym przez A. Kaminskiego. Zakonnice prowadziły szpital na osiem osób, przy którym wzniesiono cerkiew Bogolubskiej Ikony Matki Bożej. W miarę wzrostu liczby mniszek kompleks klasztorny był rozbudowywany: powstawały zabudowania mieszkalne, pracownia ikonopisarska, dom przełożonej oraz budynki gospodarskie, wreszcie cerkwie św. Efrema Syryjczyka i św. Neonili oraz św. Eliasza i św. Pantelejmona. Jeszcze w latach 1897–1901 powstał drugi sobór pod wezwaniem Andronikowskiej Ikony Matki Bożej, następnie zaś dom pielgrzyma, przytułek oraz refektarz. Pod ścianą soboru urządzono cmentarz dla zmarłych mniszek, sad i ogród. Na początku XX wieku monaster w Wysznim Wołoczku był największym klasztorem żeńskim w eparchii twerskiej i kaszyńskiej, licząc 600 zakonnic. 
Klasztor był celem licznych pielgrzymek członków rodziny carskiej, w tym Aleksandra III z żoną Marią Fiodorowną. Do klasztoru w Wysznim Wołoczku pielgrzymował również późniejszy święty ks. Jan Siergijew. Monaster został skasowany w 1919, a w jego zabudowaniach rozmieszczono jednostkę wojskową. W czasach radzieckich zniszczone zostały sad, ogród i cmentarz klasztorny. Z cerkwi monasterskich zdjęto kopuły i usunięto z nich całe wyposażenie.
29 stycznia 1991 dekretem biskupa twerskiego i kaszyńskiego Wiktora (Olejnika), potwierdzonym przez Święty Synod Rosyjskiego Kościoła Prawosławnego monaster został reaktywowany. Obowiązki jego przełożonej pełni igumenia Teodora (Pilipczuk), która stoi na czele wspólnoty liczącej 11 mniszek i posłusznic. Zabudowania klasztoru są nadal w remoncie. W klasztorze obowiązuje reguła skitu, co ogranicza kontakt mniszek ze światem zewnętrznym – dla osób spoza monasteru otwarta jest jedynie jedna z jego cerkwi, wyłącznie w czasie niedzielnej Świętej Liturgii.